# Patrick Dorgu
Patrick Chinazaekpere Dorgu (sinh ngày 26 tháng 10 năm 2004) là cầu thủ bóng đá chuyên nghiệp người Đan Mạch hiện đang thi đấu ở vị trí hậu vệ cánh hoặc tiền vệ cánh cho câu lạc bộ bóng đá Manchester United tại Premier League và Đội tuyển bóng đá quốc gia Đan Mạch.
Dorgu bắt đầu sự nghiệp chuyên nghiệp của mình tại Lecce vào năm 2023, nơi anh đã chơi trong hai mùa giải Serie A, trước khi chuyển đến Manchester United vào năm 2025. Anh đã chơi trận ra mắt quốc tế cho đội tuyển quốc gia Đan Mạch vào năm 2024 tại UEFA Nations League.

## Sự nghiệp câu lạc bộ

### Lecce
Dorgu sinh ra và lớn lên ở Husum, một khu phố ở Copenhagen, Đan Mạch, nơi anh bắt đầu chơi bóng đá tại câu lạc bộ địa phương Husum Boldklub cùng với em trai Ifenna. Sau đó, Dorgu được tuyển vào học viện trẻ câu lạc bộ Nordsjælland trước khi gia nhập đội U-19 của câu lạc bộ Lecce vào tháng 7 năm 2022. Vào tháng 2 năm 2023, anh gia hạn hợp đồng với Lecce đến năm 2027.
Đối với mùa giải 2023–24, Dorgu được chuyển đến đội một của Lecce. Anh ra mắt vào ngày 13 tháng 8 năm 2023 trong trận đấu với Como tại Coppa Italia. Một tuần sau, anh ra mắt Serie A trong trận gặp Lazio. Anh ghi bàn thắng đầu tiên vào ngày 2 tháng 2 năm 2024 trong chiến thắng 3–2 trước Fiorentina.

### Manchester United
Vào ngày 2 tháng 2 năm 2025, Dorgu ký hợp đồng 5 năm với câu lạc bộ Premier League Manchester United với tùy chọn gia hạn thêm một năm và mức phí là 30 triệu euro cộng với 5 triệu phụ phí. Anh chơi trận ra mắt năm ngày sau đó trong chiến thắng 2–1 tại Cúp FA trước Leicester City vào ngày 7 tháng 2 năm 2025.

## Sự nghiệp quốc tế
Mặc dù sinh ra tại Đan Mạch, Dorgu là người gốc Nigeria. Anh là cầu thủ trẻ quốc tế của Đan Mạch, hiện đang chơi trong màu áo đội tuyển U-21 Đan Mạch kể từ năm 2023.
Dorgu được triệu tập lần đầu tiên lên đội tuyển quốc gia Đan Mạch cho các trận đấu UEFA Nations League với Thụy Sĩ và Serbia vào tháng 9 năm 2024. Anh ra mắt vào ngày 5 tháng 9 năm 2024 trong trận đấu với Thụy Sĩ tại Sân vận động Parken. Anh được đưa vào thay Victor Nelsson ở phút thứ 81 và mở tỷ số bằng cú chạm bóng đầu tiên của mình 42 giây sau đó, ấn định tỷ số chiến thắng 2–0 cho Đan Mạch.

## Thống kê sự nghiệp

### Câu lạc bộ
Tính đến 16 tháng 2 năm 2025
| Câu lạc bộ          | Mùa giải            | Giải vô địch        | Giải vô địch | Giải vô địch | Cúp quốc gia | Cúp quốc gia | Cúp Liên đoàn | Cúp Liên đoàn | Châu lục | Châu lục | Tổng cộng | Tổng cộng |
| Câu lạc bộ          | Mùa giải            | Hạng đấu            | Trận         | Bàn          | Trận         | Bàn          | Trận          | Bàn           | Trận     | Bàn      | Trận      | Bàn       |
| ------------------- | ------------------- | ------------------- | ------------ | ------------ | ------------ | ------------ | ------------- | ------------- | -------- | -------- | --------- | --------- |
| Lecce               | 2023–24             | Serie A             | 32           | 2            | 2            | 0            | —             | —             | —        | —        | 34        | 2         |
| Lecce               | 2024–25             | Serie A             | 21           | 3            | 2            | 0            | —             | —             | —        | —        | 23        | 3         |
| Manchester United   | 2024–25             | Premier League      | 1            | 0            | 1            | 0            | —             | —             | 0        | 0        | 2         | 0         |
| Tổng cộng sự nghiệp | Tổng cộng sự nghiệp | Tổng cộng sự nghiệp | 54           | 5            | 5            | 0            | 0             | 0             | 0        | 0        | 59        | 5         |

1. ↑  Bao gồm Coppa Italia và FA Cup
2. ↑  Bao gồm EFL Cup

### Quốc tế
Tính đến 15 tháng 11 năm 2024
| Đội tuyển quốc gia | Năm       | Trận | Bàn |
| ------------------ | --------- | ---- | --- |
| Đan Mạch           | 2024      | 4    | 1   |
| Tổng cộng          | Tổng cộng | 4    | 1   |

Tỷ số và kết quả liệt kê bàn thắng của Đan Mạch được để trước, cột tỷ số cho biết tỷ số sau mỗi bàn thắng của Dorgu.
| # | Ngày               | Trận | Địa điểm                                  | Đối thủ | Bàn thắng | Kết quả | Giải đấu                                 |
| - | ------------------ | ---- | ----------------------------------------- | ------- | --------- | ------- | ---------------------------------------- |
| 1 | 5 tháng 9 năm 2024 | 1    | Sân vận động Parken, Copenhagen, Đan Mạch | Thụy Sĩ | 1–0       | 2–0     | UEFA Nations League 2024–25 (hạng đấu A) |